# 적들의 사회
《적들의 사회》은 MBC에서 1998년 5월 15일에 방영된 베스트극장이다.

## 줄거리
소설가를 꿈꾸는 미모의 신문사 취재기자 윤지연은 등단을 위해서는 무슨 짓이라도 할 수 있다는 간절한 소망을 가졌다. 어느 날 국내 최고의 영향력을 가진 출판사의 신입 작가 이기준을 인터뷰하게 된다.

## 등장 인물
- 김혜수 : 윤지연 역
- 박용하 : 이기준 역
- 이희도
- 조현숙
- 김기현
- 김주영
- 조영철
- 권인선
- 박정숙
- 서지연
- 최세환
- 김민선
- 김승수
- 김병세